# Cyclo
Cyclo é o oitavo álbum de estúdio da cantora francesa Zazie, lançado em 2013, tendo como single de lançamento "Les Contraires", lançado no dia 18 de Janeiro de 2013. Antes do lançamento do álbum, no dia 18 de Março, a cantora revelou  qual seria a capa do álbum e a ordem das músicas. Foi ainda disponibilizando no seu site algumas canções para serem ouvidas, ao longo dos meses de Fevereiro e Março, abrindo a audição completa do álbum no dia anterior ao lançamento. No dia 4 de Março foi apresentado o primeiro videoclipe, do tema "Cyclo".

## Alinhamento[4]
| N.º | Título             | Letras | Música                   | Duração |  |
| 1.  | "Les contraires"   | Zazie  | Zazie / Olivier Coursier | 3'50    |  |
| 2.  | "Mobile homme"     | Zazie  | Zazie                    | 3'48    |  |
| 3.  | "Je ne sais pas"   | Zazie  | Zazie                    | 3'58    |  |
| 4.  | "Mademoiselle"     | Zazie  | Zazie / Phil Baron       | 3'28    |  |
| 5.  | "Cyclo"            | Zazie  | Zazie                    | 5'50    |  |
| 6.  | "Tout"             | Zazie  | Zazie                    | 3'40    |  |
| 7.  | "Si tu viens"      | Zazie  | Zazie                    | 5'02    |  |
| 8.  | "Temps plus vieux" | Zazie  | Zazie                    | 4'57    |  |
| 9.  | "20 ans"           | Zazie  | Zazie                    | 3'36    |  |
| 10. | "Vienne la nuit"   | Zazie  | Zazie                    | 6'11    |  |
| 11. | "Où allons-nous ?" | Zazie  | Zazie                    | 6'14    |  |